# Serrall del Mig
El Serrall del Mig és una serra situada al municipi de Cornudella de Montsant a la comarca del Priorat, amb una elevació màxima de 776 metres.